# منطقة سووراكو (كيوتو)
سووراكو (بالكانجي: 相楽郡 سووراكو-قون) هي منطقة تقع في محافظة كيوتو في اليابان.
وقد بلغ تقدير التعداد السكاني 44،982 نسمة وبكثافة 252،27 شخص لكل كم²، وتبلغ المساحة الكلية للمنطقة 178،31كم².

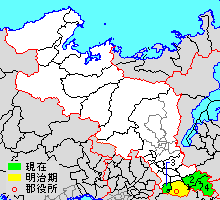
موقع منطقة سووراكو في محافظة كيوتو

## المدن والقرى
كاساقي
مينامياماشيرو
سَيكا
وازوكا

## المدن السابقة
في 12 مارس عام 2007 دُمجت المدن التالية لتُنشئ المدينة الجديدة كيزوقاوا.
كامو
كيزو
ياماشيرو